# Mundial 82
Mundial 82, aussi connu sous le titre En marcha el Mundial 82, est une bande dessinée espagnole illustrée par Francisco Ibáñez, appartenant à la franchise Mortadel et Filémon, éditée en 1981.

## Synopsis
Le groupe terroriste P.E.P.A. (Pueblabruta Exige Plena Autonomía) va profiter de la Coupe du monde 82 qui se déroule en Espagne pour attirer l'attention sur sa cause. Mortadel et Filémon devront empêcher les attaques de ce groupe et mettre fin aux agissements de ses membres.